# ترشی خردل
پانافر 
یک دسر ترکیبی که توسط مهدیه حسینی تهیه شده است
مواد تشکیل دهنده دسر پانافر 
شیر 
پودر کاکائو 
شکر 
پودر وانیل 
پودر ژلاتین